# (8115) Sakabe
(8115) Sakabe est un astéroïde de la ceinture principale.

## Description
(8115) Sakabe est un astéroïde de la ceinture principale. Il fut découvert le 24 avril 1996 à Moriyama par Robert H. McNaught et Yasukazu Ikari. Il présente une orbite caractérisée par un demi-grand axe de 2,27 UA, une excentricité de 0,15 et une inclinaison de 4,5° par rapport à l'écliptique.

## Compléments